# Kristian Thulesen Dahl
Kristian Thulesen Dahl (Brædstrup, 30 luglio 1969) è un politico danese, dal 12 settembre 2012 leader dei Partito Popolare Danese e dal settembre 1994 membro del parlamento danese.